# Hopea oblongifolia
Hopea oblongifolia là một loài thực vật thuộc họ Dipterocarpaceae. Loài này có ở Myanma và Thái Lan.